# Alexander von Nordmann
Alexander von Nordmann (Kymi, 1803. május 24. – Turku, 1866. június 25.) finn zoológus volt. Botanikai szakmunkákban nevének rövidítése: „Nordm.”. Zoológiai szakmunkákban nevének rövidítése: „Nordmann”.

## Életpályája
1803-ban született a Finn-öböl partján, a mai Kotka város melletti Svenskund erődben, ahol apja volt (az orosz cár alattvalójaként) a főparancsnok. Iskoláit Fredrikshamnban (ma Hamina) és Viborgban végezte, 15 évesen beiratkozott a porvooi akadémiára. 1820-tól tanult és 1827-ben végzett a Turkui Cári Akadémián, majd Berlinben folytatta tanulmányait. Parazitákkal foglalkozott, felfedezte az emlős (és emberi) szemben élősködő parazita férgeket. 1832-ben adta ki Mikrographische Beiträge c. klasszikus művét.
1832-ben Odesszában a Richelieu Líceum természetrajz professzora lett, majd egy évvel később rábízták a botanikuskert vezetését is. Az odesszai évek alatt évente tett utazásokat Besszarábiába, a Duna-delta környékére és a Krímbe, részt vett Anatolij Nyikolajevics Gyemidov 1837-es expedíciójának a Krímet és a dél-orosz sztyeppékét érintő szakaszán, ekkor jutott el a Kaukázusba is. 1834-ben feleségül vette unokatestvérét, Helen Blancot. A frigyből két lány és egy fiú született.
1848 nyarán felesége egy kolerajárvány során meghalt, ő pedig 1849-ben – új élet reményében – gyermekeivel visszatért az akkor orosz fennhatóság alatt lévő Finnországba. A következő évben kinevezték az 1828-ban alapított Sándor Cári Egyetem professzorának. A természetrajzi tanszék zoológiai és botanikai részre való 1852-es szétválasztásakor Nordmann – annak ellenére, hogy inkább botanikus volt – a zoológiai tanszéket vezette tovább. Saját gyűjteménye révén is hozzájárult a helsinki Állattani Múzeum létrehozásához.
A mintegy két évtizednyi távollét után a finnországi viszonyokhoz nehezen alkalmazkodott, német akcentussal beszélt. Ezekben az években már alig-alig utazott, felfedező és gyűjtőútra többé már nem ment. 1866-ban halt meg, néhány hónappal az után, hogy a cár kitüntette a Vlagyimir-renddel.
Legalább 8 állatfaj, egy növényfaj és egy nemzetség viseli a nevét. Többek között egy lepkefajt (Pamassius nordmanni), a Kaukázusban, a kelet-anatóliai, a grúziai és örmény hegyvidékeken honos  kaukázusi jegenyefenyőt (Abies nordmanniana) és a feketeszárnyú székicsért (Glareola nordmanni) nevezték el róla.

## Fordítás
- Ez a szócikk részben vagy egészben az Alexander von Nordmann című finn Wikipédia-szócikk ezen változatának fordításán alapul.  Az eredeti cikk szerkesztőit annak laptörténete sorolja fel. Ez a jelzés csupán a megfogalmazás eredetét és a szerzői jogokat jelzi, nem szolgál a cikkben szereplő információk forrásmegjelöléseként.